# Oxira subcanescens
Oxira subcanescens là một loài bướm đêm trong họ Noctuidae.